# رصدخانه مونت‌ویلسون

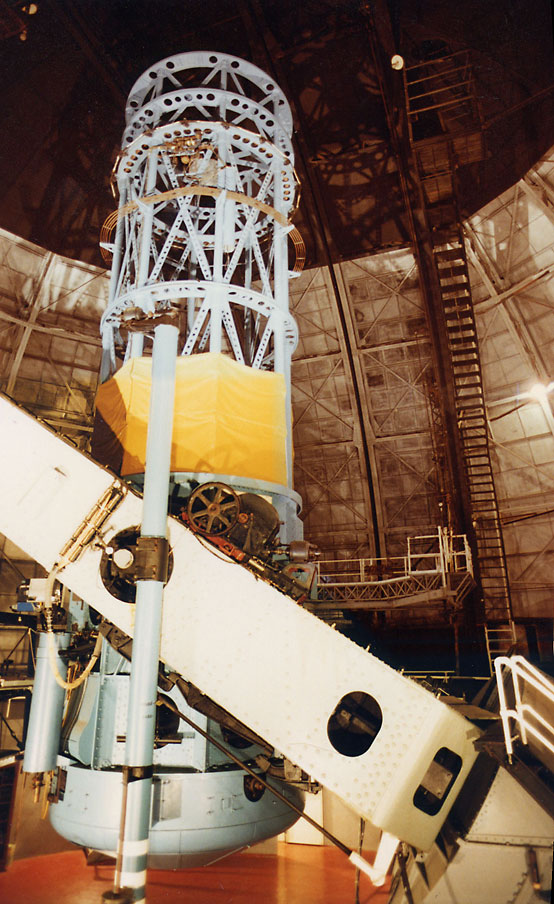
تلسکوپ با قطر آیینه ۱۰۰ اینچی این مرکز.

رصدخانه مونت‌ویلسون (به انگلیسی: Mount Wilson Observatory) یک مرکز رصد تاریخی در کشور آمریکا و ایالت کالیفرنیا است که در سال ۱۹۰۴ تأسیس شده است.
این رصدخانه که در ۹۰ کیلومتری شمال رصدخانه پالومار قرار دارد، توسط دانشگاه ایالتی جرجیا استفاده می‌شود.
| # | نام تلسکوپ رصدخانه                                        | تصویر | دهانه                 | ارتفاع             | نخستین نور | پشتیبان‌(های) ویژه                        |
| - | --------------------------------------------------------- | ----- | --------------------- | ------------------ | ---------- | ---------------------------------------- |
| 1 | تلسکوپ هیل رصدخانه پالومار                                |       | ۲۰۰ اینچ ۵۰۸ سانتی‌متر | ۱۷۱۳ متر (۵۶۲۰ پا) | ۱۹۴۹       | جرج الری هیل جان دیویس راکفلر ادوین هابل |
| ۲ | تلسکوپ هوکر رصدخانه کوه ویلسون                            |       | ۱۰۰ اینچ ۲۵۴ سانتی‌متر | ۱۷۴۲ متر (۵۷۱۵ پا) | ۱۹۱۷       | جرج الری هیل اندرو کارنگی                |
| ۳ | تلسکوپ مک‌دونالد رصدخانه مک‌دونالد (یعنی تلسکوپ اتو استروو) |       | ۸۲ اینچ ۲۱۰ سانتی‌متر  | ۲۰۷۰ متر (۶۷۹۱ پا) | ۱۹۳۹       | اوتو استروو                              |